# جوان هیگینبوتهام
جو-ان الیزابت میلر هیگن بوتهام (به انگلیسی: Joan Elizabeth Miller Higginbotham) فضانورد آمریکایی بود.
وی در مأموریت STS-116 فضاپیمای دیسکاوری شرکت داشت.
وی کارشناسی ارشد خود را از مؤسسه فناوری فلوریدا دریافت نمود.